# Condado de Woodson
El condado de Woodson (abreviatura: WO) es un condado situado en el estado de Kansas, en los Estados Unidos. En el año 2000, su población era de 3.788 personas. Su sede administrativa es Yates Center.

## Legislación y gobierno
Aunque la Constitución de Kansas fue modificada por voto popular en 1986 para permitir la venta de bebidas alcohólicas por tragos individuales, el condado de Woodson ha mantenido una ley seca.

## Geografía
De acuerdo con la ofivina de censo de los Estados Unidos, el condado tiene un área total de 1,309 km², de los cuales 1,297 km² son tierra firme y 13 km² (0.96 %) están cubiertas por agua.

## Condados vecinos
- Condado de Coffey (norte)
- Condado de Anderson (noreste)
- Condado de Allen (este)
- Condado de Neosho (sureste)
- Condado de Wilson (sur)
- Condado de Greenwood (oeste)

## Demografía
Hay 1.642 hogares de los cuales el 25,80% tenían hijos menores de 18 años que viven con ellos, 53,80% eran parejas casadas que viven juntas, en el 7,40% había una mujer de familia sin marido presente, y 35,90% no eran familias. 33,30% de todas las familias se componían de personas y 19,40% había alguien que viven solas que fue de 65 años de edad o más. El tamaño del hogar promedio fue de 2,24 y el promedio de tamaño de la familia era 2.83. 
En la provincia la población se extendió a cabo con 21,70% menores de 18 años, 7,40%, del 18 al 24, 22,10% de 25 a 44, 23,90% de 45 a 64, y 24,80% que fueron 65 años de edad o más. La mediana de edad fue 44 años. Por cada 100 mujeres hay 96,80 hombres. Por cada 100 mujeres mayores de 18 años, había 96,80 hombres. 
La mediana de los ingresos de un hogar en el condado era de $ 25.335, y la renta mediana para una familia era de $ 31.369. Los hombres tenían un ingreso medio de $ 23,950 versus $ 16.135 para las mujeres. El ingreso per cápita para el condado era de $ 14.283. Acerca de 10,20% de las familias y de 13,20% de la población estaban por debajo del umbral de la pobreza, incluyendo el 17,20% de los menores de 18 años y 13,20% de los 65 años de edad o más.

## Ciudades y pueblos
Ciudades
Nombre y población (2004 estimación):
- Yates Center, 1.488 (asiento de condado)
- Toronto, 291
- Neosho Falls, 172
- Piquia

## Municipios
Woodson está dividido en seis municipios. La ciudad de Yates Center es considerado el gobierno independiente y está excluido de las cifras del censo de los municipios. En la siguiente tabla, la población es el mayor centro de la ciudad (o ciudades) que incluyó en el municipio de la población total, si es de un tamaño significativo.
Municipio Población
- Center 594
- Liberty 200
- Neosho Falls 537
- North 71
- Perry 103
- Toronto 684